# Luzes de Phoenix

Recriação de desenho que apareceu em um jornal dos Estados Unidos à época.

As Luzes de Phoenix foram uma série de avistamentos de objetos voadores não identificados (posteriormente identificados) que ocorreram nos céus dos estados de Arizona e Nevada, nos Estados Unidos, no dia 13 de março de 1997.
Luzes de variadas descrições foram vistas por milhares de pessoas entre 19:30-22:30 (UTC-7), em uma área de cerca de 450 quilômetros, a partir da fronteira com Nevada, através de Phoenix, até Tucson. Houve dois eventos distintos envolvidos no incidente: uma formação triangular de luzes - descrita por algumas testemunhas como tendo o formato de um esquadro - que passou por cima do estado; e uma série de luzes fixas vista da área urbana de Phoenix. Ambos se deviam a atividades de aeronaves participando da Operação Snowbird, um programa de treinamento de pilotos na Base aérea Davis-Monthan, em Tucson.
O primeiro grupo de luzes foi posteriormente identificado como aeronaves A-10 Thunderbolt II voando em formação enquanto retornavam para a base aérea após o treinamento. As luzes aparentemente estáticas foram identificadas por Robert Sheaffer como sinalizadores de iluminação soltos por outras aeronaves A-10 durante exercícios de treinamento no Campo Barry Goldwater, um campo de testes da Força Aérea Americana localizado a sudoeste de Phenix. Fife Symington III, o governador na época, foi uma das testemunhas do incidente e mais tarde chamou o objeto de "sobrenatural".
Um fenômeno semelhante ocorreu em 6 de fevereiro de 2007, quando sinalizadores usados como parte de um treinamento militar causaram estranhamento de diversos observadores.